# Bankstown
Bankstown är en stadsdel i Sydney i Australien. Den ligger i kommunen Bankstown och delstaten New South Wales, i den sydöstra delen av landet, omkring 18 kilometer väster om delstatshuvudstaden Sydney. Antalet invånare är 30 572.
Runt Bankstown är det mycket tätbefolkat, med 3 757 invånare per kvadratkilometer.. Närmaste större samhälle är Sydney, omkring 18 kilometer öster om Bankstown.
Runt Bankstown är det i huvudsak tätbebyggt. Genomsnittlig årsnederbörd är 1 380 millimeter. Den regnigaste månaden är februari, med i genomsnitt 200 mm nederbörd, och den torraste är juli, med 36 mm nederbörd.